# Tadeusz Siwek (geograf)
Tadeusz Siwek (ur. 23 listopada 1953 w Pradze) – czeski geograf polskiego pochodzenia, profesor nauk o Ziemi. Członek komitetu stowarzyszenia naukowców, nauczycieli i specjalistów w dziedzinie geografii i dziedzin pokrewnych Česká geografická společnost. Docent Uniwersytetu w Ostrawie oraz profesor Górnośląskiej Wyższej Szkoły Handlowej im. Wojciecha Korfantego w Katowicach, członek honorowy Polskiego Towarzystwa Geograficznego. Tytuł profesora nadano mu w 2013 roku.
Współautor artykułu zatytułowanego Wykorzystanie marketingu terytorialnego w turystyce czeskiej na przykładzie Królestwa Wałaskiego.

## Prace badawcze
Recenzent następujących prac naukowych:
- Polityka etniczna w Republice Czeskiej
- Sieci współpracy transgranicznej na pograniczach Polski
- Przestępczość i poczucie bezpieczeństwa w przestrzeni miejskiej. Przykład Łodzi
- Przestrzenne zróżnicowanie świadomości i tożsamości terytorialnej mieszkańców konurbacji rybnickiej.